# Elimar Kloos
Elimar Albert Kloos (* 15. Februar 1908 in Königsberg; † 27. Mai 1991 in Salzgitter) war ein deutscher Boxer.

## Werdegang
Elimar Kloos, der für den	BC Achilles Königsberg boxte, nahm an den Olympischen Sommerspielen 1928 in Amsterdam teil. In seinem Erstrundenkampf unterlag er im Federgewichtsturnier dem Belgier Luc Biquet.